# Mike Ireland
Michael James Grant „Mike” Ireland (ur. 3 stycznia 1974 w Winnipeg) – kanadyjski łyżwiarz szybki, wielokrotny medalista mistrzostw świata.

## Kariera
Największy sukces w karierze Mike Ireland osiągnął w 2001 roku, kiedy zwyciężył podczas sprinterskich mistrzostw świata w Inzell. W zawodach tych wyprzedził bezpośrednio Japończyka Hiroyasu Shimizu i swego rodaka Jeremy'ego Wotherspoona. Na rozgrywanych rok wcześniej mistrzostwach świata w Seulu był drugi za Wotherspoonem. W tej samej kategorii zdobywał ponadto brązowe medale na mistrzostwach świata w Hamar w 2002 roku i mistrzostwach świata w Nagano w 2004 roku. W 2000 roku wziął również udział w dystansowych mistrzostwach świata w Nagano, gdzie wywalczył srebrny medal na 500 m i brązowy na dwukrotnie dłuższym dystansie. Ostatni medal zdobył podczas mistrzostw świata na dystansach w Seulu, gdzie w biegu na 500 m uplasował się na trzeciej pozycji. Wyprzedzili go jedynie Wotherspoon oraz Rosjanin Dmitrij Łobkow. Ireland czterokrotnie startował na igrzyskach olimpijskich, najlepsze wyniki osiągając podczas igrzysk w Salt Lake City w 2002 roku i rozgrywanych cztery lata później igrzyskach w Turynie, gdzie zajmował siódme miejsce na 500 m. Później jeszcze 30 razy plasował się w czołowej trójce, odnosząc łącznie pięć zwycięstw. Najlepsze wyniki osiągnął w sezonie 1997/1998, kiedy zajął drugie miejsce w klasyfikacji 500 m. Ponadto w sezonach 1998/1999 i 1999/2000 był trzeci w klasyfikacji 500 m, a w sezonie 2000/2001 zajął trzecie miejsce w klasyfikacji 1000 m.
W 2010 roku ustanowił rekord świata na dystansie 1000 m.
Jego brat, Sean Ireland, również był panczenistą.